# Riding High
 Riding High és una pel·lícula estatunidenca dirigida per Frank Capra, estrenada el 1950, que presenta Bing Crosby. Les cançons eren de fet cantades mentre es rodava la pel·lícula en comptes del play-back d'enregistraments anteriors. La pel·lícula és un remake d'una altra  pel·lícula de Capra, Broadway Bill (1934). Tot i que la pel·lícula és una comèdia musical lleugera, té una gir tràgic inesperat en la seva història.

## Argument
Un entrenador d'una hípica que està passant per una mala ratxa confia a sortir de la situació dipositant totes les seves esperances en el seu cavall, Broadway Bill.

## Producció
Rodada del 9 de març a  maig de 1949. Algunes de les escenes en ambdós films, Broadway Bill i Riding High van ser rodades  al Tanforan Racetrack a San Bruno, Califòrnia. 

## Repartiment
- Bing Crosby: Dan Brooks
- Coleen Gray: Alice Higgins
- Charles Bickford: J.L. Higgins
- Frances Gifford: Margaret Higgins
- William Demarest: Happy
- Raymond Walburn: Prof. Pettigrew
- James Gleason: Secretari
- Ward Bond: Lee
- Clarence Muse: Whitey
- Percy Kilbride: Pop Jones
- Harry Davenport: Johnson
- Margaret Hamilton: Edna
- Paul Harvey: Whitehall
- Douglass Dumbrille: Eddie Howard
- Gene Lockhart: J.P. Chase
- Rand Brooks: Henry Early
- Irving Bacon: Home-sandwich
- Joe Frisco: Ell mateix
- Frankie Darro: Jockey Williams
- Charles Lane: Erickson
- Dub Taylor: Joe

I entre els actors que no surten als crèdits:
- Max Baer: Bertie
- Ann Doran: Infermera
- Oliver Hardy: 'Pigeon'